# Römermuseum Wallsee-Sindelburg

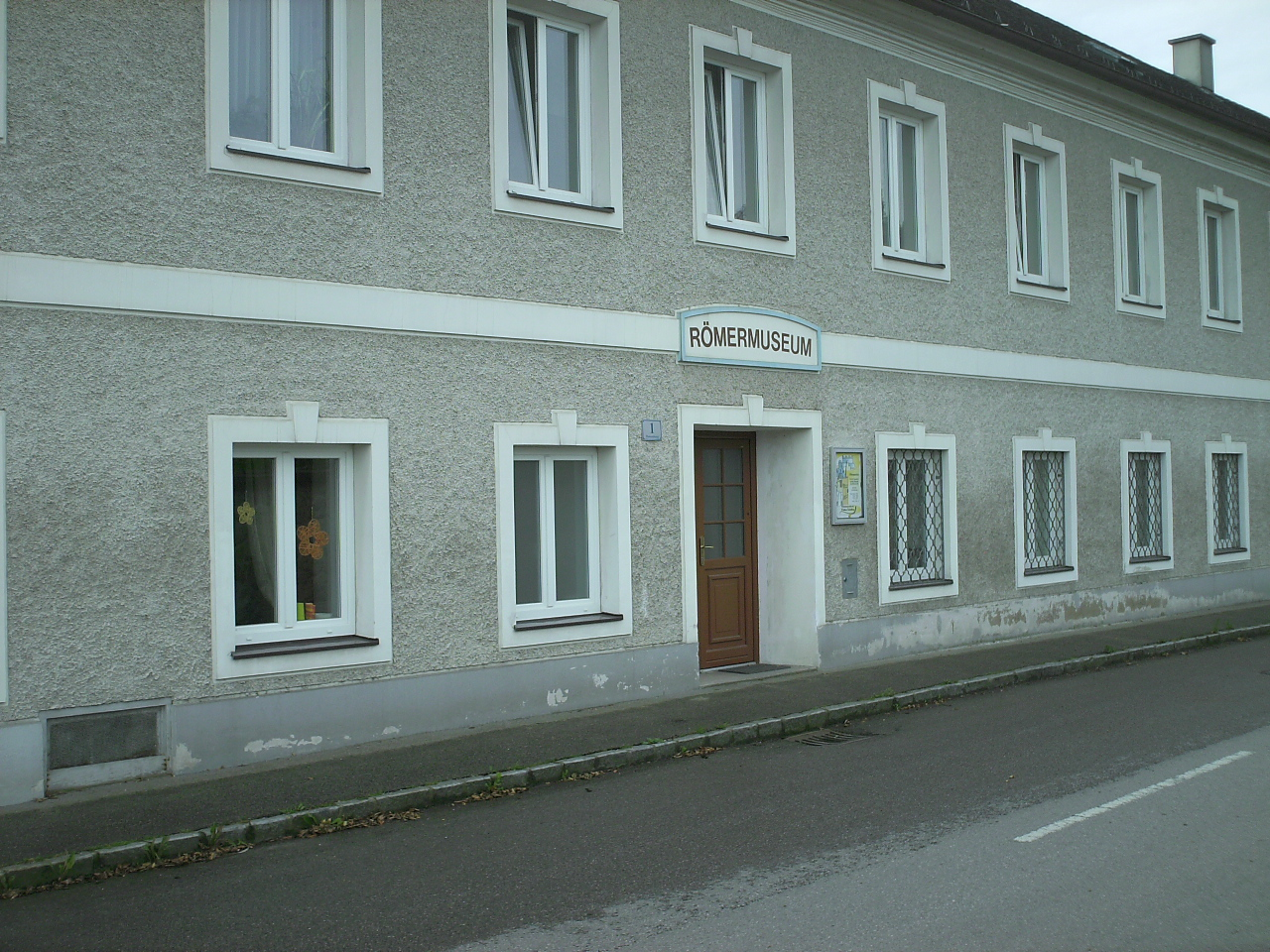
Salzhaus Wallsee, Eingang zum Römermuseum

Das Römermuseum Wallsee-Sindelburg ist ein Museum in Wallsee-Sindelburg in Niederösterreich. Es widmet sich der Geschichte sowie Ausstellung und Präsentation der Funde des 1966 entdeckten Kohortenkastells Wallsee und seiner Zivilsiedlung (vicus).

## Museum

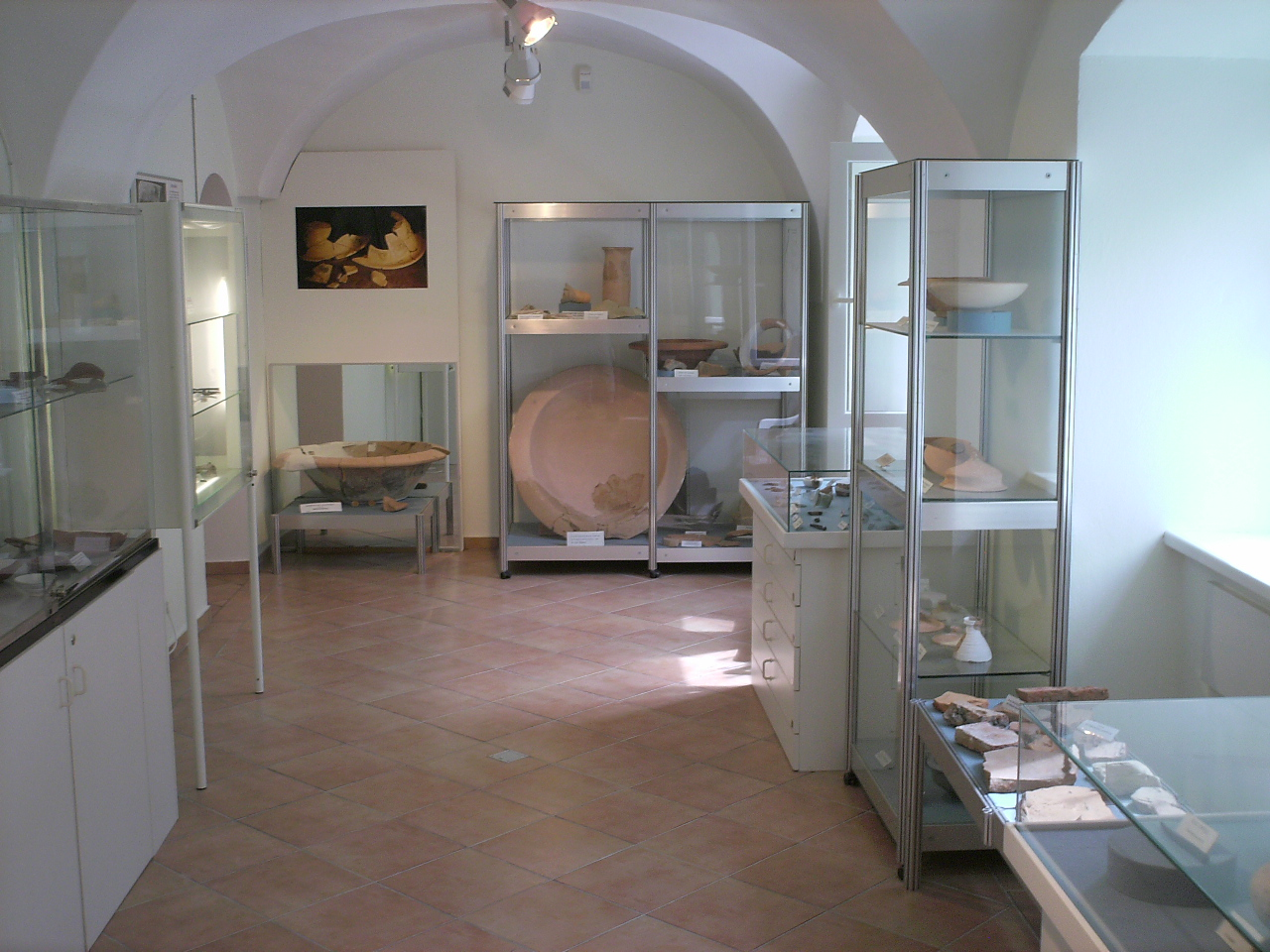
Schauraum des Museums

Grundstock der Sammlung sind Funde, die seit 1889 von Carl Samwer, Archivar des Herzogs von Sachsen-Coburg-Gotha (z. B. über 100 Münzen, Keramik und 9 Bildsteine, die im Schloss aufbewahrt werden) und vom Volksschuldirektor Elmar Tscholl zusammengetragen wurden. Letzterer hat sich in besonderen Maße bei der Entdeckung des Kastells verdient gemacht.
Das von einem Verein betreute, 1997 eröffnete Museum ist in den Räumlichkeiten des sogenannten „Salzhauses“ untergebracht, das sich an der Nordostausfahrt des Marktplatzes, gegenüber dem Eingang zum Park von Schloss Wallsee, befindet. In seinen Ausstellungsräumen werden ausschließlich römische Funde aus Wallsee präsentiert. Das Museum kann von Mai bis September, jeweils Mittwoch von 18 bis 19 Uhr oder nach telefonischer Vereinbarung (siehe Weblink) besichtigt werden.

## Struktur
Die Ausstellungsfläche des Museums gliedert sich in insgesamt vier Schauräume.
- Raum 1 widmet sich der Geschichte des norischen Donaulimes.

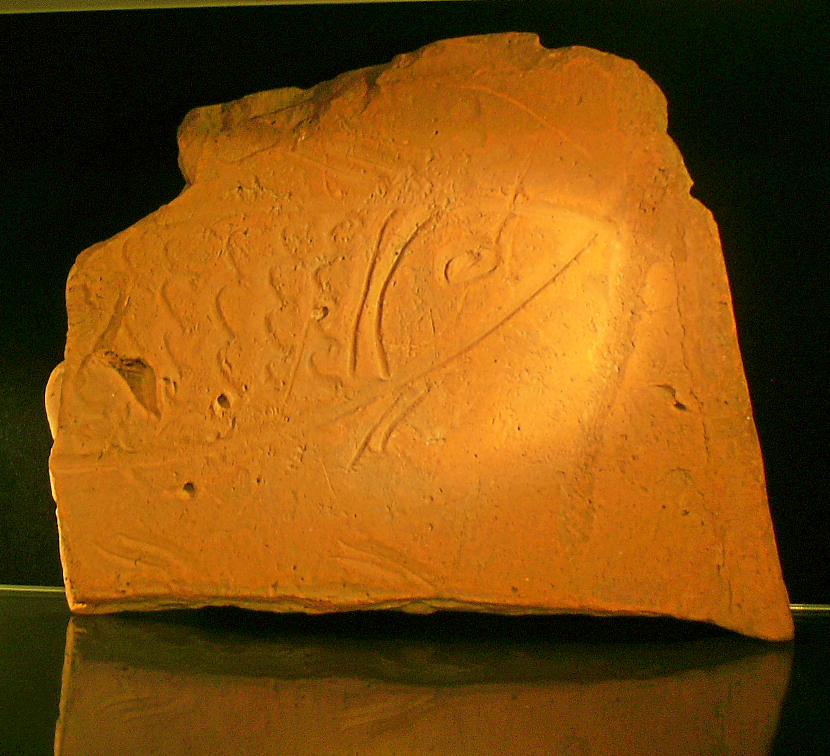
Tegula mit der eingeritzten Darstellung eines Fischkopfes

- Raum 2 präsentiert das römische Militärwesen am Limes, im Speziellen die mittelkaiserzeitliche Besatzungstruppe des Kastells, die unter Hadrian aufgestellte cohors I Aelia Brittonum (1. aelische Kohorte der Britannier) deren Anwesenheit in Wallsee vor allem durch Ziegelstempelfunde (C[ohors] PR[ima] AU BR[ittonum]) belegt ist. Zahlreiche Ziegelreste (vor allem Dach-, Platten- und Hypokaustenziegel) bezeugen auch die handwerklichen Fähigkeiten der Soldaten.
- im Raum 3 erhält der Besucher Einblicke in heidnische und christliche Glaubensrichtungen, Religionen und Totenkult von Soldaten und Zivilisten am norischen Limes. Gut erhaltene Fragmente von Grabbauten (Columbarium) zeigen Szenen aus Mythologie und Wirtschaftsleben der Römer. Ein bedeutendes Stück der Sammlung ist ein Dachziegel, in dem der Kopf eines Fisches eingeritzt wurde, dieser Fund gilt als ein frühes Zeugnis des aufkeimenden Christentums im nördlichen Noricum.
- Raum 4 hat das römische Handels- und Zivilleben zum Thema. Zu sehen sind – neben Terra Sigillata und einheimischen Tonwaren – Werkzeuge, Schmuck und Beschläge. Eine besondere Stellung unter den hier ausgestellten Exponaten nehmen die Funde eines römerzeitlichen Molkerei- und Käsereibetriebes ein. In seinen Überresten konnten die mit Abstand größten bisher bekannten römischen Tonschüsseln (sog. „Milchsatten“, Durchmesser ca. 1 m) geborgen werden.

## Ausstellung

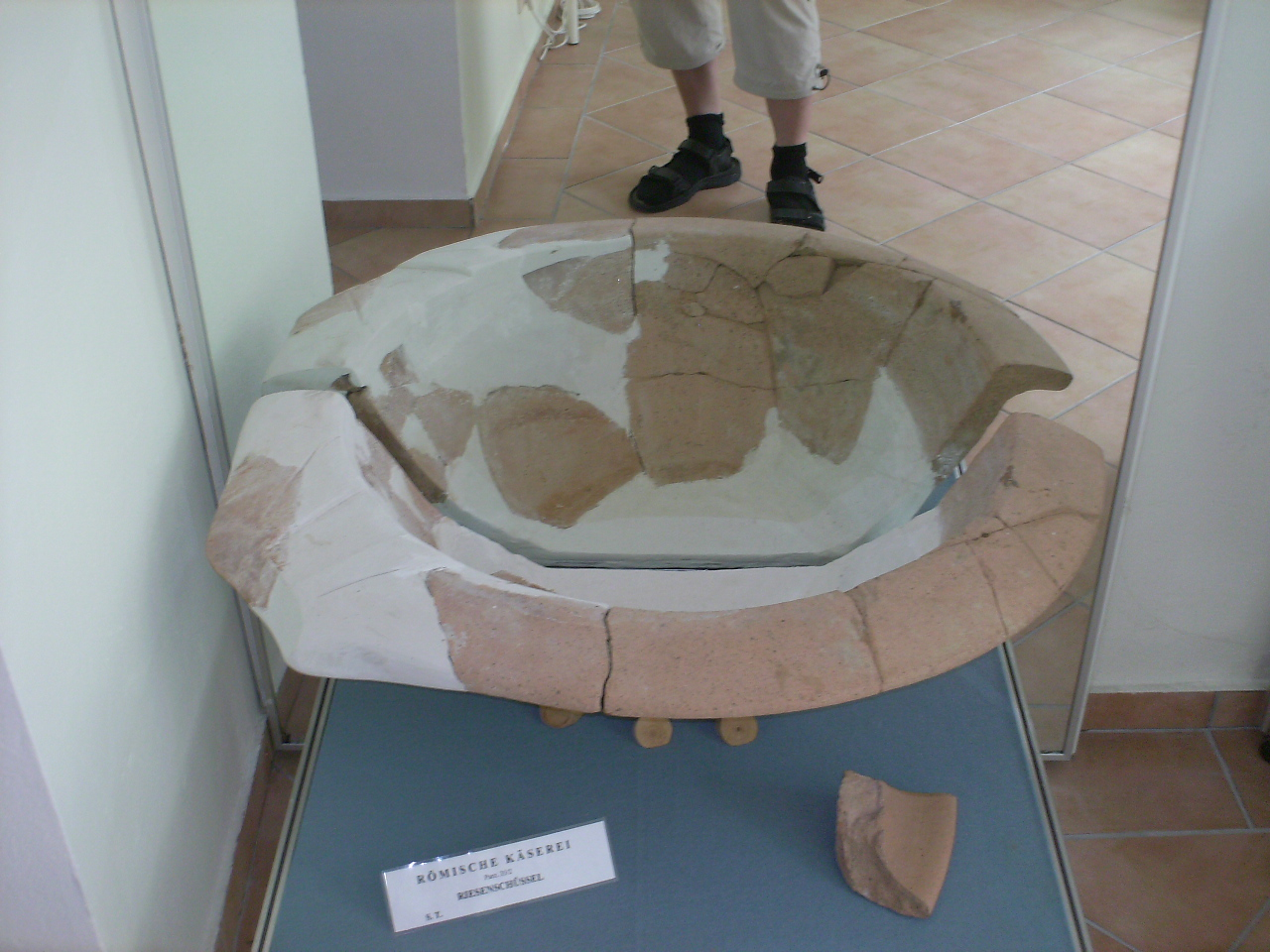
Römische Tonschüssel zur Käseherstellung
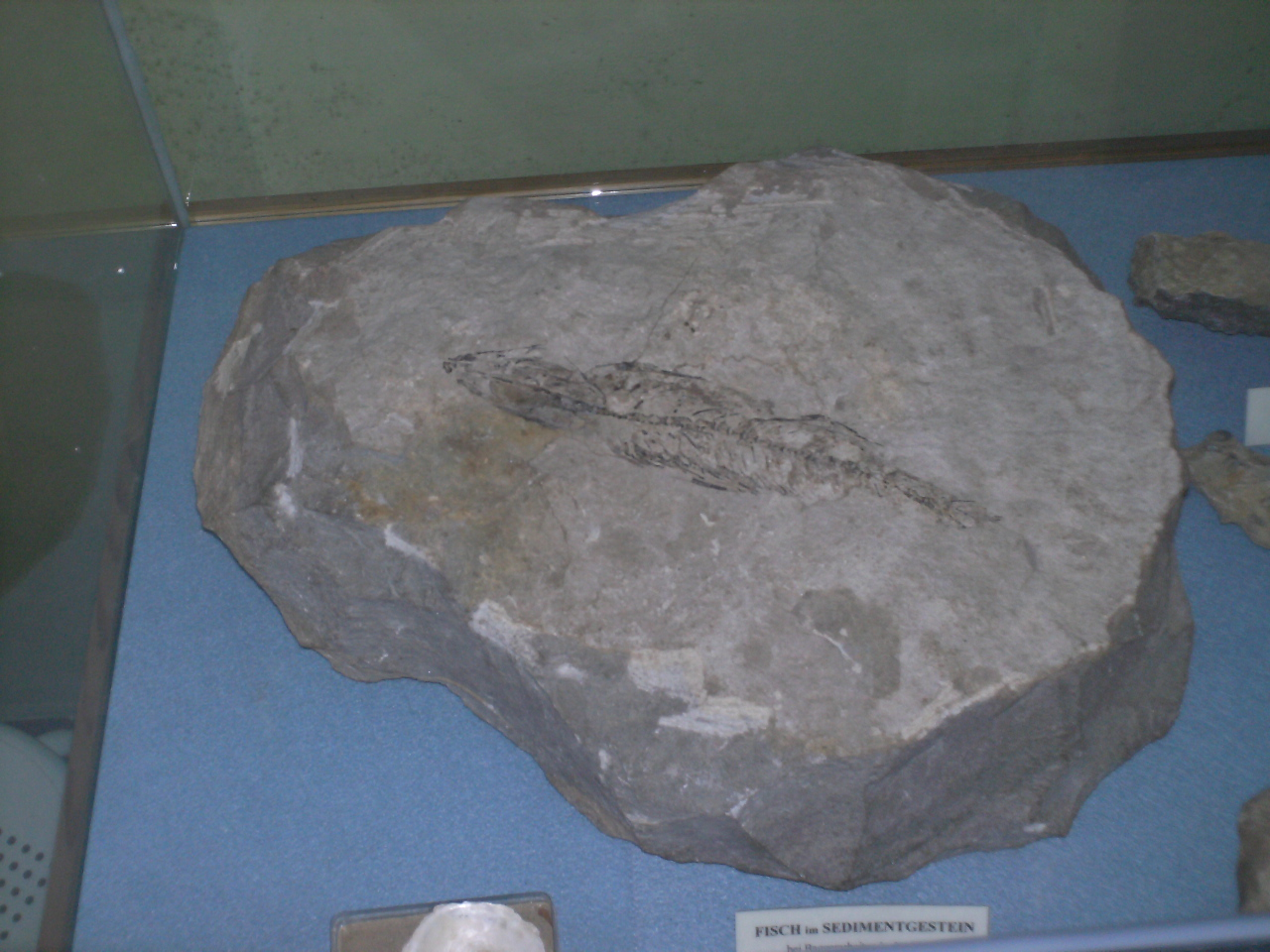
Prähistorisches Sediment mit Fischabdruck
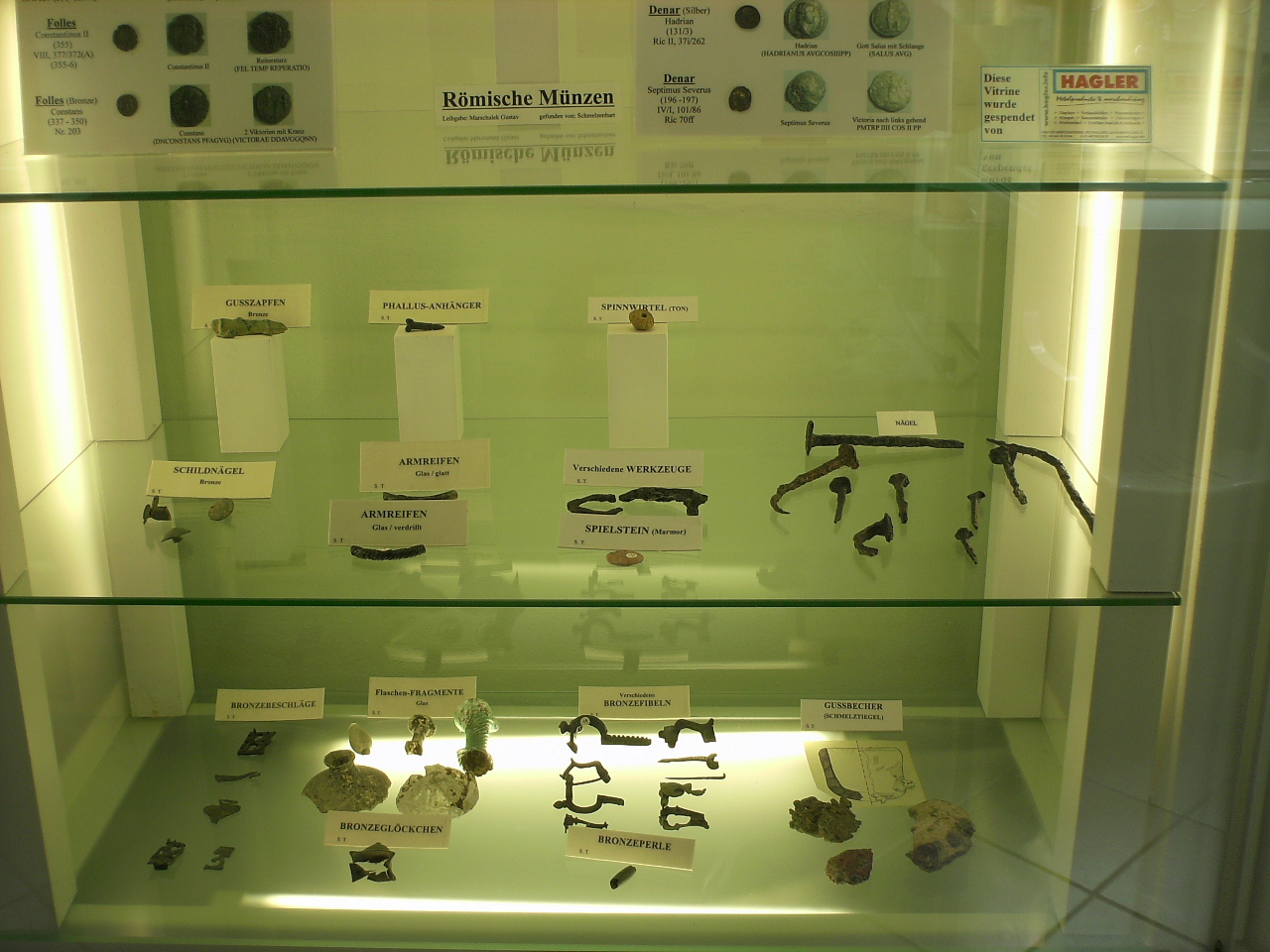
Schauvitrine
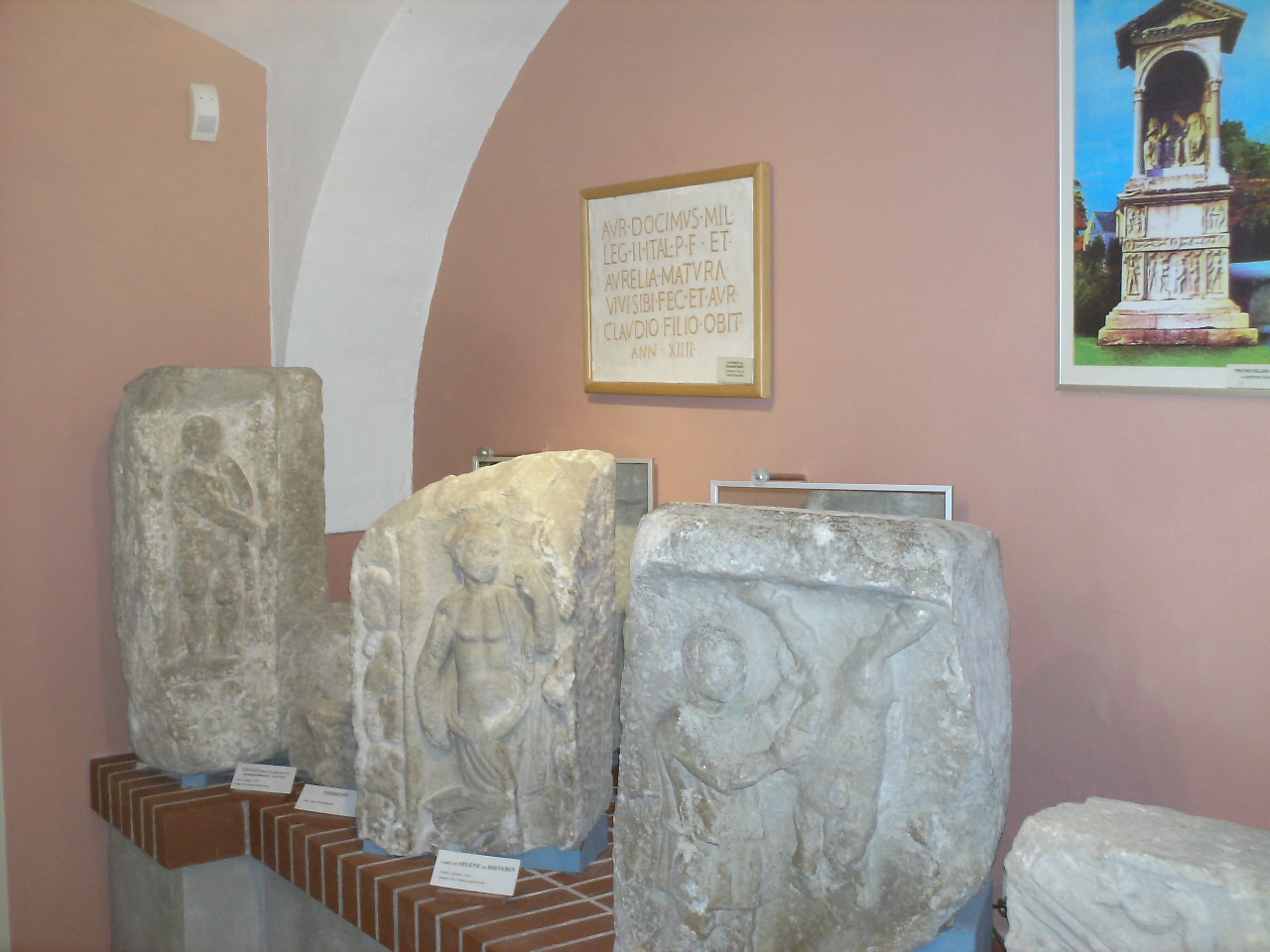
Reliefsteine von Grabbauten
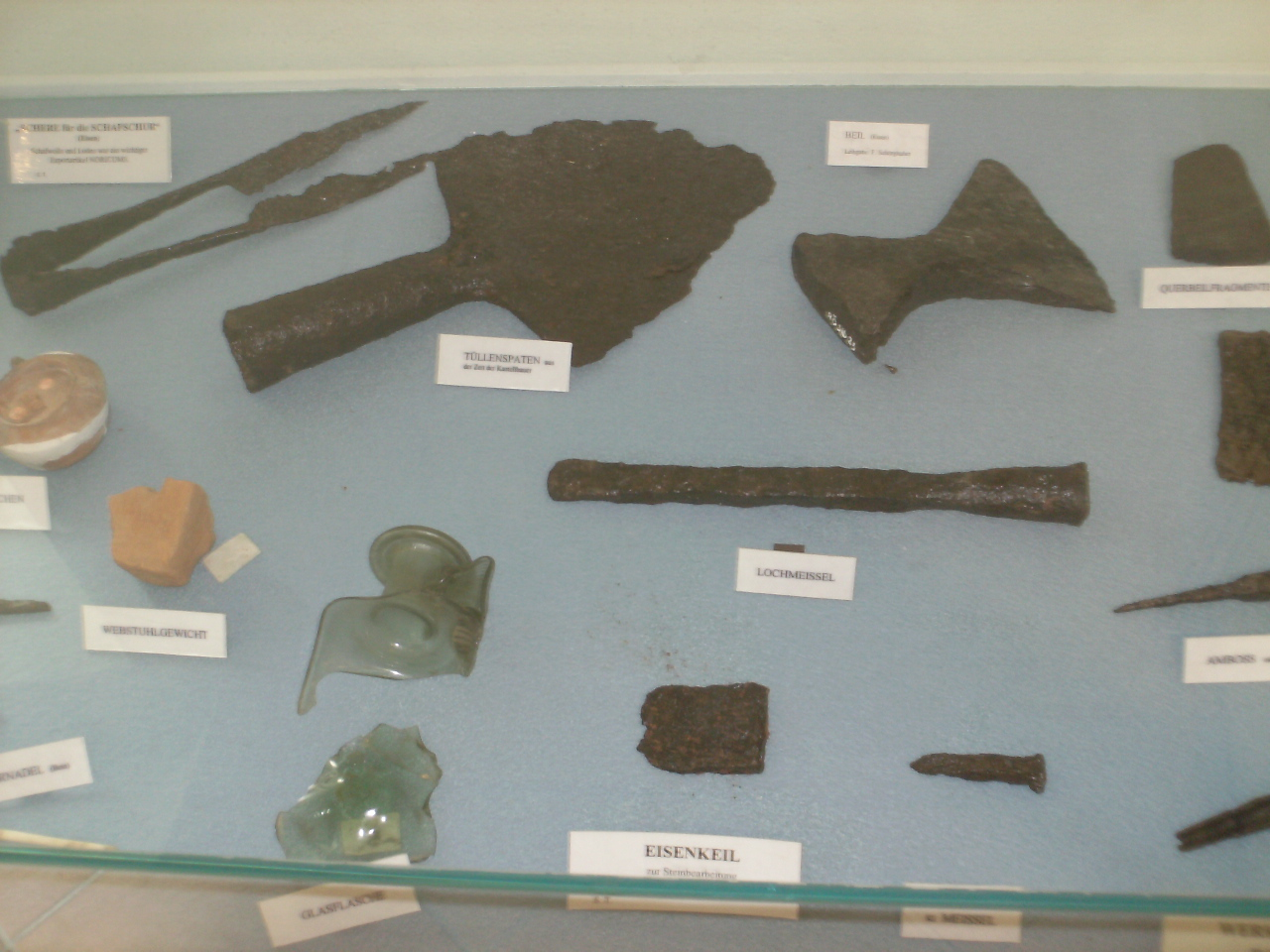
Werkzeuge und Gebrauchsgegenstände

## Baudenkmäler und Ausgrabungen

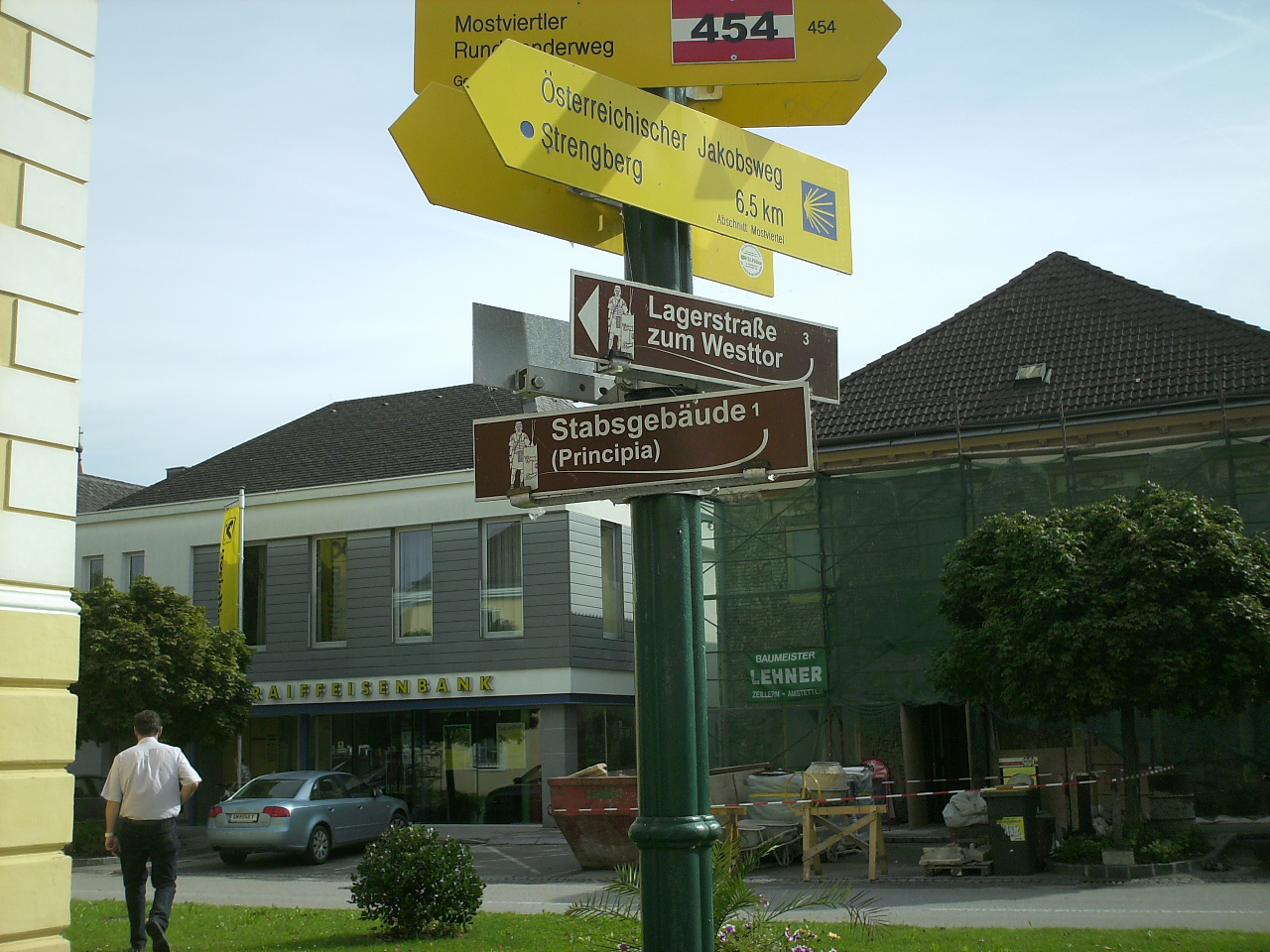
Römerrundgang

Da der mittelalterliche Kern von Wallsee innerhalb des Lagerareals liegt, ist vom Kastell heute oberirdisch nichts mehr zu sehen. Man kann jedoch anhand der Beschilderung des Römerrundganges und grünen Bodenmarkierungen am Marktplatz dessen Lage und Ausdehnung räumlich gut erfassen. Ein Stück der Grundmauer des spätantiken Restkastells (SO-Kastellecke) ist beim Kindergarten sichtbar gemacht worden. Einige Grabreliefs sind gegen Voranmeldung im Schloss zu besichtigen.